# City Federal Building
De City Federal Building (vroeger: Comer Building) is een 99 meter hoog gebouw met 27 verdiepingen in Birmingham (Alabama). Het gebouw werd geopend in 1913 en is ontworpen door architect William C. Weston in de neoclassicistische stijl. Het gebouw wordt tegenwoordig voor commerciële doeleinden gebruikt.
Na de opening van de City Federal Building was het het hoogste gebouw van het zuidoosten van de Verenigde Staten. Het gebouw was van 1913 tot 1969 het hoogste gebouw van Alabama en tot 1972 het hoogste gebouw van Birmingham. Momenteel is de City Federal Building het op vier na hoogste gebouw van Birmingham.
De gevel van de City Federal Building is niet stevig meer en brokkelt regelmatig af.